# Ишимский округ
Иши́мский о́круг Уральской области РСФСР.
Административный центр — город Ишим.
Образован постановлениями ВЦИК от 3 и 12 ноября 1923 года из территории Ишимского уезда, Малиновской и части Истяцкой волостей Тобольского уезда Тюменской губернии .
Включал 14 районов: Абатский, Армизонский, Аромашевский, Бердюжский, Большесорокинский, Викуловский, Голышмановский, Жиляковский, Ильинский, Ларихинский, Петуховский, Сладковский, Усть-Ламенский, Частоозёрский .
1 апреля 1925 года Большесорокинский район переименован в Сорокинский.
15 сентября 1926 года Усть-Ламенский район переименован в Ламенский.
Постановлением ЦИК и СНК СССР от 8 августа 1930 года упразднён с 1 октября 1930 года.
В 1926 году в округе проживало 440,8 тыс. чел. В том числе русские — 94,7 %; украинцы — 2,4 %.